# Józef z Werony
Józef z Werony (niem. Joseph von Verona), znany także jako Józef ze Fryzyngi (miejsce i data urodzenia nieznane, najprawdopodobniej w Weronie, zm. 17 stycznia 764 we Fryzyndze) – trzeci biskup Fryzyngi.

## Życie i działalność
O jego życiu niewiele wiadomo. Tradycja podaje, że miejscem jego urodzenia (stąd przydomek, pod którym został zapisany w późniejszych kronikach kościelnych) miała być Werona. Według innej wersji miał pochodzić z Breonen, na terenie obecnego Tyrolu. To podobieństwo nazw mogło w kolejnych wiekach doprowadzić do zagubienia oryginalnego miejsca pochodzenia biskupa. To właśnie na tamtym obszarze spotkać miał św. Korbiniana, pierwszego fryzyngijskiego biskupa i udać się za nim do Bawarii. Tu najprawdopodobniej wstąpił do założonego przez Korbiniana benedyktyńskiego klasztoru Weihenstephen. Miał także pobierać nauki w swego rodzaju szkole funkcjonującej przy katedrze pod okiem biskupa Eremberta, a towarzyszem tych nauk miał być jego następca, Arbeo z Fryzyngi.
W 749 roku został wybrany na następcę swojego nauczyciela i został trzecim biskupem w historii młodej diecezji. Jako biskup miał się poświęcić umacnianiem porządku i dyscypliny kościelnej, a także zakładaniem nowych ośrodków życia religijnego: zarówno kościołów, jak i klasztorów.
Józef z Werony za cel stawiał sobie głównie powiększanie majątku diecezji i stworzenie odpowiedniego zaplecza finansowego (w ziemi), aby skuteczniej realizować misję ewangelizacyjną Kościoła wśród wiernych. Następnie klasztory odpowiednio: w tyrolskim Scharnitz i w bawarskim Schäftlarn. Fundacje te podlegały bezpośredniemu zwierzchnictwu fryzyngijskiego biskupa. Ten pierwszy miał dostarczać do Fryzyngi rok w rocznie buty. W 752 roku założył benedyktyński klasztor w Isen z kościołem św. Zenona z Werony. Biskup Józef miał także doprowadzić do powstania klasztoru w Perlach (na terenie dzisiejszego Monachium). Józef z Werony polecił ufundować kościoły w Pohn, Bachern, Kranzbergu i w Abens.
Według tradycji Józef z Werony zmarł 17 stycznia 763 roku we Fryzyndze. Zgodnie ze swoją wolą został pochowany w kościele św. Zenona z Werony, który sam polecił ufundować. W 1473 roku jego grób został odnowiony. Klasztor skasowano w czasie masowej sekularyzacji w latach 1802-1803. Szczęśliwie kościół (wraz z grobem biskupa) przetrwał, stając się świątynią parafialną. W lokalnej tradycji czczony niekiedy jako błogosławiony.